# Brzezinka

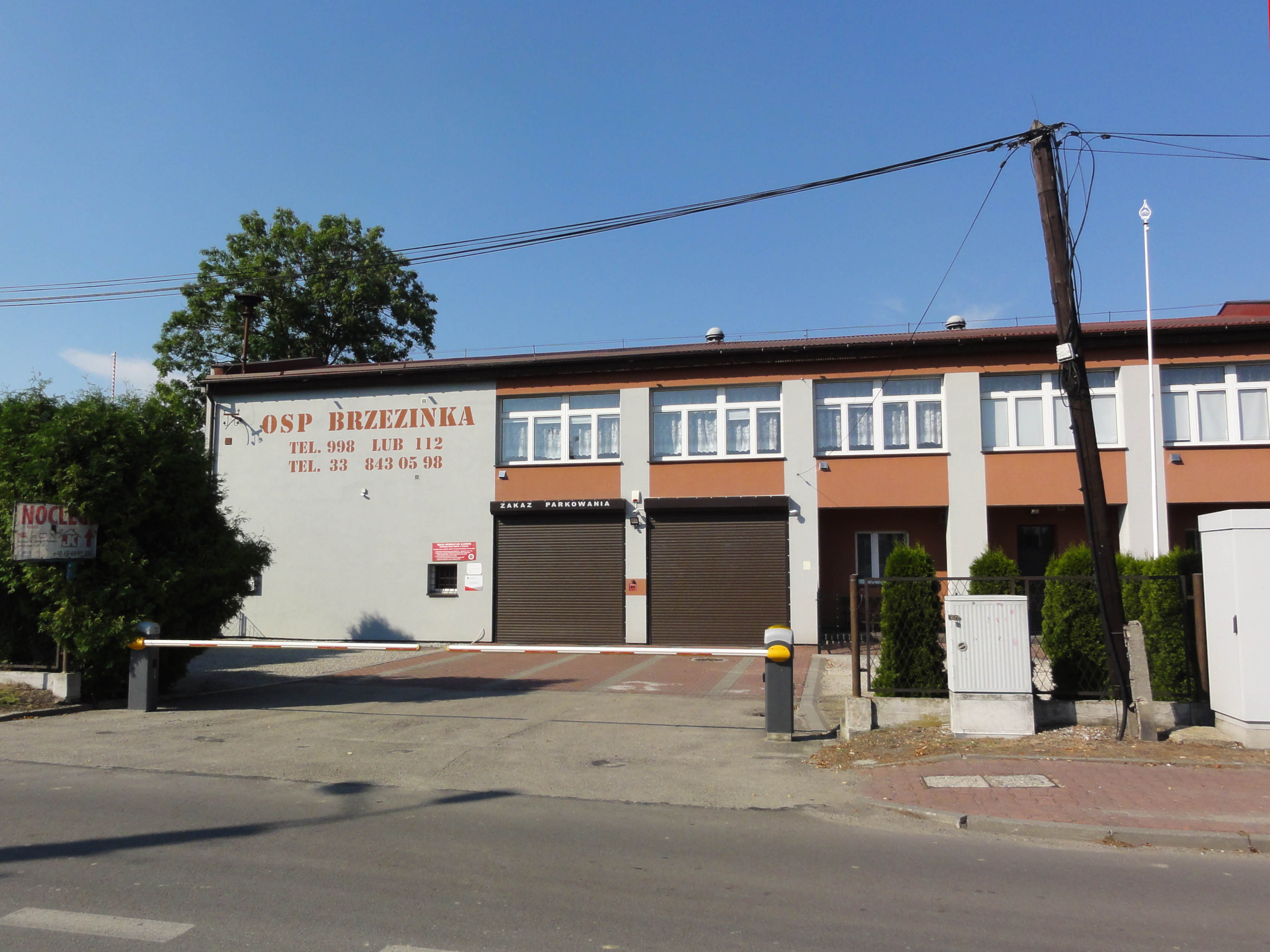
Brzezinka

Brzezinka (en alemán Birkenau) es una aldea de Polonia, ubicada a aproximadamente 3 kilómetros de Oswiecim. 

## Información general
Aldea localizada en la región de Małopolska en Polonia, gmina de Oświęcim (Auschwitz), en la confluencia de los ríos Vistula y Soła, en el centro del valle del Vistula, a 240 metros sobre el nivel del mar. Para el momento de la construcción de la primera estación de ferrocarril en 1856, la estación estaba en territorio de Brzezinka, pero más tarde fue trasladada a las cercanías de Oświęcim (Auschwitz). El topónimo polaco podría traducirse al castellano por "bosque de abedules".
Es una gran aldea, con muchos caminos y abundantes casas con estilo aldeano. Dos fábricas importantes se encuentran allí: Maszyn Górniczych "Omag" (la cual en 1930´s, llamada Spółka Akcyjna Zjednoczenia Fabryk Maszyn i Samochodów "Oświęcim", produjo el automóvil "Oświęcim-Praga", que ganó un Rally de Monte Carlo) y la Polinova Company (conocida comúnmente como Papownia).

## Historia
Desde 1440 a 1483 Brzezinka fue dominada por Jan Brzeziński. Durante la Segunda Guerra Mundial Polonia fue ocupada por Alemania y la aldea fue elegida como el sitio del campo de concentración nazi Auschwitz-Birkenau, que aún existe, junto con Auschwitz, en memoria a las víctimas del nazismo.-
- Datos: Q995437
- Multimedia: Brzezinka, powiat oświęcimski / Q995437